# International Karate
 (octobre 2019).
Si vous disposez d'ouvrages ou d'articles de référence ou si vous connaissez des sites web de qualité traitant du thème abordé ici, merci de compléter l'article en donnant les références utiles à sa vérifiabilité et en les liant à la section « Notes et références ».
International Karate, appelé World Karate Championship en Amérique du Nord, est un jeu vidéo de combat conçu par Archer MacLean et édité par System 3 en 1986 sur micro-ordinateurs 8 bit.

## Système de jeu
Le joueur contrôle un karatéka qui fait le tour du monde pour se confronter aux meilleurs combattants de la discipline. Chaque combat prend place sous l'œil d'un maître qui distribue les points en fonction de la combativité de chacun.
Le jeu propose un mode deux joueurs. Le concept est très proche du jeu d'arcade Karate Champ (1984, Technos Japan).

## Musique
La musique de jeu, une chiptune, a été composée par Rob Hubbard.

## Postérité
International Karate eut une suite, International Karate + (souvent abrégé IK+), sorti en 1988. Plus évolué, IK+ permettait de se battre à trois : un joueur contre deux gérés par l'ordinateur, ou deux joueurs contre un géré par l'ordinateur.
Le jeu a également été adapté sur Game Boy Color en 1999 sous le titre International Karate 2000 et sur Game Boy Advance en 2001 sous le titre International Karate Advanced.